# Mokrine
Mokrine är en ort i Bosnien och Hercegovina.   Den ligger i entiteten Federationen Bosnien och Hercegovina, i den centrala delen av landet, 19 km väster om huvudstaden Sarajevo. Mokrine ligger 616 meter över havet och antalet invånare är 173.
Terrängen runt Mokrine är kuperad. Runt Mokrine är det ganska tätbefolkat, med 93 invånare per kvadratkilometer.. Närmaste större samhälle är Sarajevo, 18,7 km öster om Mokrine. 
Omgivningarna runt Mokrine är en mosaik av jordbruksmark och naturlig växtlighet.